# Liste der deutschen Bundesländer nach Bruttoinlandsprodukt
Die Liste der deutschen Bundesländer nach Bruttoinlandsprodukt (BIP) sortiert die Länder der Bundesrepublik Deutschland nach ihrer erbrachten Wirtschaftsleistung.

## Bundesländer nach BIP
Deutsche Bundesländer nach Bruttoinlandsprodukt im Jahr 2024. Angegeben ist zudem der prozentuale Anteil an der Wirtschaftsleistung Deutschlands und das reale Wachstum zum Vorjahr.
| Rang | Bundesland             | Anteil | BIP in Mio. € (2024) | reales Wachstum (2024) |
| ---- | ---------------------- | ------ | -------------------- | ---------------------- |
| 1    | Nordrhein-Westfalen    | 20,3 % | 871.867              | -0,4 %                 |
| 2    | Bayern                 | 18,4 % | 791.603              | -1,0 %                 |
| 3    | Baden-Württemberg      | 15,1 % | 650.225              | -0,4 %                 |
| 4    | Niedersachsen          | 08,9 % | 381.267              | 0,4 %                  |
| 5    | Hessen                 | 08,6 % | 368.298              | 0,6 %                  |
| 6    | Berlin                 | 04,8 % | 207.058              | 0,8 %                  |
| 7    | Rheinland-Pfalz        | 04,3 % | 184.043              | -1,1 %                 |
| 8    | Sachsen                | 03,8 % | 161.910              | -0,4 %                 |
| 9    | Hamburg                | 03,8 % | 161.856              | 1,7 %                  |
| 10   | Schleswig-Holstein     | 02,9 % | 126.829              | 1,2 %                  |
| 11   | Brandenburg            | 02,3 % | 097.540              | -0,7 %                 |
| 12   | Sachsen-Anhalt         | 01,8 % | 079.421              | -0,9 %                 |
| 13   | Thüringen              | 01,8 % | 078.150              | -1,3 %                 |
| 14   | Mecklenburg-Vorpommern | 01,4 % | 061.245              | 1,3 %                  |
| 15   | Saarland               | 01,0 % | 042.589              | -1,9 %                 |
| 16   | Bremen                 | 01,0 % | 041.357              | -1,0 %                 |
|      | Deutschland            | 100 %  | 4.305.260            | –0,2 %                 |

## Bundesländer nach BIP pro Kopf
Deutsche Bundesländer nach BIP (in jeweiligen Preisen) pro Kopf im Jahre 2024.
| Rang | Bundesland             | BIP pro Kopf in € |
| ---- | ---------------------- | ----------------- |
| 1    | Hamburg                | 84.486            |
| 2    | Bremen                 | 59.785            |
| 3    | Bayern                 | 58.817            |
| 4    | Baden-Württemberg      | 57.294            |
| 5    | Hessen                 | 57.288            |
| 6    | Berlin                 | 54.607            |
| 7    | Nordrhein-Westfalen    | 47.916            |
| 8    | Niedersachsen          | 46.706            |
| 9    | Rheinland-Pfalz        | 44.046            |
| 10   | Saarland               | 42.877            |
| 11   | Schleswig-Holstein     | 42.705            |
| 12   | Sachsen                | 39.667            |
| 13   | Brandenburg            | 37.774            |
| 14   | Mecklenburg-Vorpommern | 37.656            |
| 15   | Thüringen              | 36.942            |
| 16   | Sachsen-Anhalt         | 36.517            |
|      | Deutschland            | 50.819            |

## Entwicklung des BIP der Bundesländer
Entwicklung des BIP der Bundesländer seit dem Jahr 1991. Zahlen sind in Millionen Euro angegeben. Die in Deutsche Mark erbrachte Wirtschaftsleistung ist dabei in heutige Euros umgerechnet.
| Bundesland             | BIP 1991  | BIP 1995  | BIP 2000  | BIP 2005  | BIP 2010  | BIP 2015  | BIP 2020  | BIP 2024  | Steigerung gesamt |
| ---------------------- | --------- | --------- | --------- | --------- | --------- | --------- | --------- | --------- | ----------------- |
| Nordrhein-Westfalen    | 381.575   | 430.715   | 469.965   | 509.290   | 565.084   | 651.068   | 717.488   | 871.867   | +128,5 %          |
| Bayern                 | 264.017   | 306.896   | 359.884   | 401.696   | 459.319   | 564.087   | 634.843   | 791.603   | +199,8 %          |
| Baden-Württemberg      | 243.387   | 272.298   | 312.002   | 340.857   | 389.865   | 468.613   | 516.888   | 650.225   | +167,2 %          |
| Niedersachsen          | 145.213   | 165.557   | 185.794   | 200.378   | 229.928   | 265.503   | 306.655   | 381.267   | +162,6 %          |
| Hessen                 | 150.385   | 170.701   | 195.455   | 214.820   | 232.364   | 268.527   | 293.847   | 368.298   | +144,9 %          |
| Berlin                 | 068.403   | 086.026   | 086.219   | 088.788   | 105.228   | 129.267   | 159.011   | 207.058   | +202,7 %          |
| Rheinland-Pfalz        | 076.618   | 086.302   | 094.677   | 101.542   | 115.471   | 135.495   | 147.779   | 184.043   | +140,2 %          |
| Sachsen                | 036.941   | 070.712   | 076.630   | 085.902   | 096.708   | 115.507   | 129.382   | 161.910   | +338,3 %          |
| Hamburg                | 061.137   | 069.210   | 078.473   | 089.389   | 097.155   | 112.880   | 124.166   | 161.856   | +164,7 %          |
| Schleswig-Holstein     | 051.248   | 059.019   | 064.399   | 068.106   | 073.666   | 085.223   | 099.888   | 126.829   | +147,5 %          |
| Brandenburg            | 019.850   | 038.091   | 045.244   | 049.634   | 057.373   | 066.755   | 076.206   | 097.540   | +391,4 %          |
| Sachsen-Anhalt         | 020.661   | 038.675   | 042.969   | 046.182   | 051.907   | 057.746   | 064.302   | 079.421   | +284,4 %          |
| Thüringen              | 017.178   | 034.499   | 040.015   | 043.580   | 048.854   | 058.407   | 063.946   | 078.150   | +354,9 %          |
| Mecklenburg-Vorpommern | 014.436   | 026.937   | 029.683   | 031.080   | 035.385   | 040.823   | 047.292   | 061.245   | +324,3 %          |
| Saarland               | 021.569   | 023.994   | 025.713   | 029.125   | 030.782   | 034.668   | 035.485   | 042.589   | +097,5 %          |
| Bremen                 | 018.991   | 020.298   | 022.538   | 025.341   | 026.970   | 031.081   | 032.442   | 041.357   | +117,8 %          |
| Deutschland            | 1.591.610 | 1.899.930 | 2.129.660 | 2.325.710 | 2.616.060 | 3.085.650 | 3.449.620 | 4.305.260 | +170,5 %          |